# نویلیه
نویلیه (به ایتالیایی: Neviglie) یک کومونه در ایتالیا است که در استان کونیو واقع شده‌است. نویلیه ۸٫۱ کیلومتر مربع مساحت و ۴۱۹ نفر جمعیت دارد.